# Hosszúszőrű skót juhászkutya
A hosszú szőrű skót juhászkutya (angol nevén Rough Collie), gyakran csak skótjuhász, ideális családi kutya, nyugodt és megbízható, emberszeretete és türelme miatt már egészen kis gyerekek mellé is ajánlható. Nagyon intelligens. Tulajdonképpen bárkinek ajánlható, aki nem kifejezetten kemény őrző-védő kutyát keres (ez a fajta karakterétől idegen), és elég időt tud a kutyájára fordítani. A collie ugyanis igényli az állandó, szoros kontaktust a gazdával, kínzás a kert végén elzárva tartani.

## Fajtatörténet
Származási helye minden valószínűség szerint Skócia, ahol felbecsülhetetlen értéket jelentettek a juhászoknak.
Állítólag már Kr. e. 50 körül is találtak a mai collie-hoz kissé hasonló kutyákat, abból az időszakból, amikor a rómaiak megszállták a skót szigeteket.
A collie eleinte nem tartozott a nemesség kutyái közé. Szegényebb sorsú emberek kutyája és egyben legfontosabb segítője volt.
Ezek az emberek birkatenyésztéssel foglalkoztak, amit lehetetlen lett volna a kutyák nélkül folytatni. Az emberek nem voltak olyan fürgék, hogy az állatokat együtt tartsák, ha pedig többen vigyáztak volna a nyájra – a haszon lett volna jóval kevesebb. Így hamar felismerték a juhászkutyák pótolhatatlanságát. A skót szigeteken nem kellett, hogy a kutya erős és harapós legyen, mivel a nyájat nem fenyegették a ragadozók. Az elsődleges szempont a mozgékonyság, gyorsaság és a tanulékonyság volt. Az iparosodás megindulásával – mivel egyre nagyobb szükség volt a gyapjúra – a juhászkutyáknak is több dolguk akadt. Csak a legokosabb, és legedzettebb kutyák maradhattak meg a nyáj mellett. Ekkor alakult ki a tömött, vastag szőrzet és az edzett test.

### A név eredete
A collie nevének eredetéről is több elmélet született, akárcsak a származásáról.
Richard Strebel kinológus szerint a collie a skót felföldön tenyésztett fekete lábú és fejű juhról, a „colley”-ről kapta a nevét.
Egy másik feltételezés szerint a név a kutya színére utal. Abban az időben a kutyák nagy része még fekete színű volt, és így nevezték el őket „coally dog”-nak, azaz szenes kutyának.
T. Gray 1887-ben egy kelta szóra, a „cu-luth”-ra vezeti vissza az elnevezést. A „cu” kutyát, a „luth” pedig kitartót jelent.
A collie név utalhat a skót felföld elnevezésére, amely a „collis”.
Mr. Daziel 1891-ben a „collar”, vagyis a gallér szót tartotta a collie eredetéhez közel állónak. Ő a kutya dús szőrére gondolt a nyaki részen.
A nyelvészprofesszor Rödiger szerint is kelta eredetű a szó. Így a collie a kelta „culian”, „culien” szavakra vezethető vissza, amelyek fiatal állatot, kölyökkutyát jelentenek (ugyanúgy, mint görögül a „kylla”).

### Rough Collie a 19. században
A collie igazi tenyésztése a 19. században indult meg.
Angliában 1859-ben megtartották az első kutyakiállítást. Ezen még nem, de egy év múlva már külön osztályban szerepeltek a juhász és pásztorkutyák is a kiállításon. Ezt egy „tiszta fajtájú skót szuka” nyerte, és ezzel kezdetét vette a fajta máig is tartó népszerűsége.
A fajta megkedveltetéséhez Viktória királynő is hozzájárult, amikor ugyanebben az évben vásárolt néhány skótjuhászt a windsori kastélyába.
1868-ban azután megszületik minden modern collie ősapja: „Old Cockie”.
Old Cockie-t 1871-ben állítják ki először kiállításon. Igaz, nem ő, hanem egy black and tan kutya, Old Mec győzött, mégis ő az, aki mindenkinek jobban tetszik. Ezek után Old Cockie álnéven, mint Old Boy szerepel, és sorra nyeri a kiállításokat. (Az 1872-ben rendezett kiállításra már 24 collie-t neveztek.)
Vele és még két másik kiválasztott kannal indul meg az igazi tenyésztés.
Ők voltak Marcus, aki igazi munkakutya és Trefoil, akit az angol kennel klub megalapítója, S.E. Shirley tenyésztett.
Old Cockie lányát, Maude-t Trefoli-lel pároztatták. Ebből az alomból született meg CH. Charlemagne, akinek már a mai collie-hoz hasonló füle volt. Fiával, Metchley Wonderrel pedig megindult a nagy collie-üzlet. A fedeztetési díjak és a kölyökárak az égig szöktek. Igazi vagyonnak számító összegekért cseréltek gazdát a kölykök. Metchley Wonder fiát, CH. Christophert 1000 fontért vették meg az amerikaiak, Ormskirk Emmerald-ért pedig már 1300 fontot fizettek. (Soha ennyi pénzt nem adtak ki még addig kutyáért).
1873-ban született meg Scott, a blue-merle collie, akivel elindult a merle tenyésztése. Ezekben az években a legtöbb merle-kölyköt még a születésekor elpusztították, nem volt igény rájuk. Ezt a gyakorlatot változtatta meg Mr. Arkwright, aki tanulmányt írt a merle tenyésztéséről.
Később megjelentek az úgynevezett zobel collie-k, ami a sable-whites és háromszínű colliekat jelentette.
Néhány évvel később már külön osztályba sorolták a smooth és a rough colliet, majd megjelent az első, a fajta standardját tartalmazó könyv is.
Egyre több kennel alakult (Southport – Mr. Magson; Ormskirk – Mr. Sterch).
1884-ben megszületett CH. Blue Rubin, az első merle champion, a merle szín amerikai alapítója. Pár év alatt rengeteget változott a szín megítélése, és főként Amerikába rengeteg merlét exportáltak. Többet, mint a többi színt együttvéve.

### Rough Collie a20. században
A századforduló után alakult meg az első Rough Blue Merle Collie Klub, mely nagyon jól gondozta a színváltozatot, azonban a háború közbeszólt. Az állomány csökkent és a minősége is romlott.
A 20-as években két újabb kennel alakult, mely nagy hatással volt a fajta alakulására. A Ladypark és a Westcarr kennelekből számos eredményes kutya származik. Többek között ICH Lochinvar of Ladypark, aki minden idők egyik legeredményesebb collieja. Kétszeres Cruft’s győztes, és számos fantasztikus kutya őse.
1938-ban pedig elindult valami, ami még ma is befolyásolja a collie megítélését. Eric Knight megírja Lassie történetét, és szabályos láz indul a colliekért. 1945-ben elkészül az első film, amit ezután még számos másik követ. Az akkor még gyerek Elizabeth Taylornak is a Lassie film hozta meg a világsikert. Egyre többen keresték a colliekat, és még ma is sok kutyát hívnak Lassie-nak vagy ehhez hasonló néven (Bessy, Nessy).
Sajnos a felelőtlen tenyésztés és szaporítás, és a kiállítási láz rányomta a bélyegét a collie idegrendszerére is. Minden idők legszebb kanjáról, CH. Anfield Modelről feljegyezték, hogy ijedős volt, és a ringben nem mindig viselkedett előnyére. A 60-as évek második felétől jelenik meg a Rokeby kennel, mely a 70-es évek meghatározója lett. Tenyésztésben és kiállítási legendában is egyedülálló. 1980-ban, egy olasz kennelben született meg Itl. CH. ICH. Incredibly Blu di Cambiano blue-merle kan, szülei mindketten elérték az ICH. címet. Hazel Hunt (Rifflesea kennel) ezt a kutyát, és testvérét, Ink Spotted Blu di Cambiano-t megvette és hazavitte Angliába. Incredibly hamarosan megszerezte az angol championátust, a Pedigréé Churm-ot és a Dogs Trophy-t, mint a legjobban örökítő kan. Ezt ő érte el először, mint blue-merle. 9 CH. apja, 5 országban.

## Rough CollieMagyarországon
Az 1970-es években itthon is megindult a fajta tenyésztése; a Khán kennel (Zvekán József), Rovelburgi (Sulyok Imre) és a Kőakói kennel (Harsányi Péter) meghatározó volt az állomány alakításában. Ekkor már Angliából is érkezett kutya az országba. Ő volt Bk.HCH Dunsinane Drinking Song „Rocky” (t: Mrs. Audrey Chatfield).
1981-ben a Fenyőligeti, majd 84-ben a Nyitramenti kennelben is megindult a tenyésztés. Az előbbiben egy csehszlovák szuka, míg utóbbiban egy magyar pár volt a kennelalapító kutya.
Sorra érkeztek a szebbnél szebb kutyák Angliából, Németországból, Csehszlovákiából és Szovjetunióból.
1987-ben több jelentős kennel is alakult. Ebben az időben két részre lehetett osztani a hazai állomány minőségét. A szaporítóknak „köszönhetően” sajnálatos módon sok volt a küllemileg és idegrendszerileg is gyenge kutya. Ezzel szemben a lelkiismeretes tenyésztők nagyon sok kitűnő kutyát hoztak be és tenyésztettek, ami aztán maga után vonta az állomány lassú, de biztos javulását.
Ma már egyre ritkábban találkozunk olyan állatokkal, amik magukon hordozzák ezeket a korábbi hibákat, és hála a tenyésztők elkötelezettségének (és a "Lassie-divathullám" levonulásának) sok a nemzetközileg is elismert magyar tenyésztésű collie.

## Nemzetközi Kinológiai SzövetségStandard
- Jellem, idegrendszer: Nagyon barátságos, jó idegzetű, nem agresszív és ideges típus.
- Fej: A fej formája az egyik legfontosabb a bírálat szempontjából. A collie arckifejezése a fajta egyik sajátossága. A fejet elölről vagy oldalról nézve egy tompított ékhez hasonlíthatnánk, sima vonalakkal. A koponya a fül vonalától fokozatosan elkeskenyedik, anélkül, hogy a fang – a pofacsont – kiállna vagy hegyesnek látszana. A koponyatető és az arcorri csont párhuzamos egymással, és egyenlő hosszú. A túl meredek vagy túl gyenge stop súlyos hibának minősül. Megfelelő, ha a stop könnyű, de mégis észrevehető. A szemek a stop középvonalában helyezkednek el. Az agykoponya nem lehet túl mély.
- Szemek: A collie szemei kedves arckifejezést kölcsönöznek a kutyának. A szemek a stop középvonalában helyezkednek el. Közepesen nagyok, kissé ferdén helyezkednek el és különleges mandulavágásúak. A szem színe általában sötétbarna, de a blue-merle színváltozatnál ritkán megjelenhet – az egyik vagy mindkét szemnél – az ugyancsak megengedett kék vagy kékesszürke szemszín is. A collie tekintete élénk, intelligens.
- Fülek: Kicsik, se nem túl közel, se nem túl távol tűzöttek. Nyugalmi állapotban hátrafekszik, de amint a kutya érdeklődni kezd, előre állított. Kb. a fül kétharmada egyenesen áll, a felső harmad megtörik, természetes úton előre felé, a törésvonal alá.
- Fogak: A collie-nál az ollós harapás a kívánatos, ami azt jelenti, hogy a fogak az állkapocsban függőlegesen állnak, és a felső metsző fogak hézag nélkül illeszkednek az alsó fogsorra. A harapás, a fogak és az állkapocs erős, a fogak legyenek megfelelően fejlettek.
- Nyak: Jól izmolt, erőteljes, mérsékelten hosszú, szépen ívelt.
- Törzs: Valamivel hosszabb, mint a marmagasság. Feszes hát, enyhén ívelt ágyékkal. Jól ívelt bordák és mély mellkas jellemző, és a mellkas a vállak mögött eléggé széles.
- Mellső végtagok: A lapockák ferdén helyezkednek el és jól szögeltek. A mellső lábak izmosak, és egyenesek. A végtagok csontjai mérsékelten erősek. A könyök testhez simuló, se nem kifelé, se nem befelé forduló.
- Hátsó végtagok: A hátsó combok izmosak, a térd jól szögelt, száraz és inas. A csánkok mélyen állnak, és erőteljesek.
- Mancsok, ujjak: A mancsok oválisak, a talpak jól párnázottak. A lábujjak a mellső végtagokon inkább, míg a hátsó végtagokon kevésbé íveltek. A mancsok zártak.
- Farok: Hosszú, az utolsó csontízület (csontvég) legalább a csánkig érő. A kutya nyugalmi állapotában mélyen, egy kissé felfelé ívelten tartott. Izgalmi állapotban, figyelő helyzetben feljebb tartva állhat, de soha nem kerülhet a hát fölé.
- Mozgás, járásmód: A mozgás félreismerhetetlen, jellegzetes jegye a fajtának. Egy jó testfelépítésű kutya könyökei sohasem fordulnak kifelé, annak ellenére, hogy az első lábak mozgás közben aránylag távol vannak egymástól. Kötött, keresztező, vagy guruló járás semmiképpen sem kívánatos. Hátulról nézve a hátsó lábak a csánktól lefelé párhuzamosan állnak, nem szorosan egymás mellett. Oldalról nézve a mozgás folyamatos. A hátsó lábak erővel teltek, nagy, elmozdító rugó erővel. A kimondottan térölelő járás (lépés) nemkívánatos, a járásmód könnyed és minden nehézségtől mentes legyen.
- Szőrzet: Jól illeszkedik (illik) a test körvonalához, nagyon sűrű. A fedőszőr sima, kemény tapintású. Az aljszőrzet puha, bundaszerű és nagyon sűrű, csaknem eltakarja a bőrt. A sörény és a nyakon a gallér dús. A pofarészen, orron lévő szőrzet sima és rövid. A fülek végén – csúcsnál – rövid, ahogy közeledik a fül tűzéséhez, nagyobb a szőrzet. Az első lábak jól borítottak szőrrel – zászlósak, a hátsó lábak a comb felett dúsan borítottak, lefelé azonban rövidebb szőrzettel. A farok nagyon dúsan borított szőrrel.
- Színek: Az FCI által elismert három szín: cobolyszín fehérrel (gold-sable, világos aranytól a telt mahagóniig, vagy árnyalt cobolyszín); tricolor (fekete, cserszínű rajzolatokkal, valamint a galléron, lábakon és a farokvégen fehér jegyekkel); blue-merle (világos – ezüstöskék, fekete vagy feketén márványozott rajzolatokkal). Mindegyik felsorolt színváltozat mutathat több-kevesebb, a collie-ra jellemző fehér rajzolatot. Az Amerikai Kennel Klub (AKC) ezen felül elismeri és elfogadja a fehér színváltozatot is (white collie).[1] Az ilyen színű collie-k testének nagy része fehér, míg fejük a többi színváltozathoz hasonlóan hordozza a tanjegyeket.
- Méretek: Kanoknál 56–61 cm; szukáknál 51–56 cm.
- Hibák: Minden eltérés a megengedettől hibának tekintendő, és ennek megfelelően kell értékelni.

## Vérmérséklete
A skót juhászkutya vidám természetű állat, igen értelmes, szeret dolgozni, és tele van energiával. Kedveli a társaságot, érzékeny és odaadó. Észreveszi és megérti a környezetében zajló eseményeket, ezért kiváló őrzőkutya. A család fiatalabb tagjait különösen elszántan védelmezi. Igen erősen kötődik a gazdájához, és nem ugat sokat. Igazi társasági kutya, nagyon jól kijön más kutyákkal és háziállatokkal. A gyerekekkel szemben általában kedves és türelmes, és igen erős benne a védelmezésükre való hajlam. A szívesen látott vendégeket és ismerősöket barátságosan fogadja. Ha azonban idegent észlel, akkor éberen figyel, és meg is védi a család otthonát, főleg akkor, ha egyedül van.

## A Rough Collie tartása

### Szőrápolás, gondozás
A collie szőrzete két részből áll: a durva kemény fedőszőr és puha, gyapjas aljszőr, mely vízálló réteget képez a kutya testén. A megfelelő gondoskodás mindenképpen fontos ahhoz, hogy collie-nk a legjobb formájában legyen. Sokan – ránézvén egy collie-ra – azt gondolják, hogy egyfolytában fésülni kell, és nagyon sok munka van vele, ez azonban nem így van. Hetente egyszer egy alapos fésülés, és kutyánk a legjobb formáját hozhatja. Fésüléskor a kutyát fektessük az asztalra, és tincsenként szisztematikusan haladjunk. Nem muszáj egyszerre az egész kutyát kibontani, érdemes több napra elosztani, és a végén mindig jutalmazni az állatot. Így nem lesz piszkos, és a szőr összegubancolódása is elkerülhető. Ha collie-t vásárolunk, gondoljunk arra, hogy néhány eszköz feltétlenül szükséges a bundája gondozásához.

#### Fésűk, kefék
- Tűkefe: Ez a kefe az egyik leggyakrabban használatos eszköz, amely áthatol a sűrű bundán. Fontos, hogy az eszköz rozsdamentes tűből készüljön, és legyen annyira hajlékony, hogy ne törje össze a szőrszálakat. Ez a fajta kefe többféle formában és méretben készül, és érdemes belőle kisebbet és nagyobbat is beszerezni.
- Sörtekefe: A bunda alapos átfésüléséhez szükség van sörtekefére, ami dússá teszi a szőrzetet.
- Fémfogú fésű: A fésű leginkább a filcek kibontásához használatos eszköz, de a fülek alatti szőrzet és a lábak közötti szőr fésülésére használatos. A kereskedelemben számtalan fajta fésű kapható, figyeljünk arra, hogy jó minőségűt válasszunk! Ha szükséges, kérjünk segítséget a tapasztaltabb collie-tartóktól vagy kutyakozmetikustól.

#### Egyéb kellékek
- Műanyag szórófejes üveg: Ez is leginkább a kiállítási kutyák hasznos segédeszköze. A vízzel vagy hígított szőrkondicionálóval feltöltött üvegből a bundára spriccelve könnyebben ki tudjuk fésülni a bundát, és kialakítani a megfelelő formát.
- Stabil asztal: Azért, hogy ne a földön görnyedezve kelljen átfésülni a kutyát, érdemes beszerezni egy stabil, csúszásmentes kozmetikai asztalt. A kutyát már kiskorában szoktassuk hozzá ahhoz, hogy asztalon fésüljük, így a későbbiekben sem lesz probléma azzal, hogy esetleg félne a magasban.
- Száraz sampon, hintőpor: A fésüléshez és a szőrzet tisztán tartásához jó szolgálatot tesznek ezek a szerek. A szennyeződések a porokhoz tapadva kifésülhetőek a bundából.
- Fül- és szemtisztító: A fül és a szemek tisztításhoz meleg víz és vattakorong is használható, de vehetünk speciálisan a kutyák számára készült oldatot is.
- Speciális kozmetikai ollók: a collie bundáját általában nem nyírjuk, de a mancsok közül ill. a mancsok körül megigazíthatjuk a szőrt, ápoltabb benyomást kelt a kutya (íves olló ill. kisméretű, kerekített végű mancsnyíró olló). A fejnél-füleknél ritkító ollóval kiemelhetjük a kontúrt.

### Fürdetés
Nem olyan lényeges, mint ahogy azt sokan gondolják. Sőt, ha lehet, inkább hanyagoljuk. Persze vannak olyan esetek (kiállítás előtt, túlzott szennyeződés miatt), hogy meg kell fürdetnünk a kutyát. De semmiképpen se vigyük túlzásba, mert csak a bunda kárára megy, hiszen a kutya levedli az aljszőrét. Évente egy vagy két fürdetés még nem oldja ki a szőrt védő faggyúréteget. Ennél gyakoribb fürdetés kizárólag speciális kutyasamponokkal, kondicionálókkal történjen. A collie szőre durva, ezért ne használjunk szőrlágyító, a szőr struktúráját módosító termékeket.
Fontos! Fürdetés előtt mindig alaposan fésüljük ki a kutya bundáját! Fürdetés alatt használjunk kellő mennyiségű vizet, mert a dupla bunda nagyon nehezen nedvesedik át (de erre emlékezzünk a sampon kimosásakor és a szárításkor is). A kutya bőréhez, illetve az „alkalomhoz” igazodva válasszunk sampont (például korpás bőrre való sampon, vagy kiállítási ebeknél speciális sampon). Alaposan öblítsük le, hogy még csak véletlenül sem maradjon rajta samponmaradék, mert esetleg allergiás reakciók is kialakulhatnak. Töröljük meg alaposan, és szárítsuk át hajszárítóval vagy nagy teljesítményű vízkicsapatóval.

### Etetés
A collie étrendje nem sokban különbözik a többi kutyáétól, azonban néhány fontos dolgot nem árt tudni a gazdinak.
Ellentétben például a tacskóval vagy a basset hounddal, a collie-kölyköknek minimális a kalcium-szükségletük. A plusz ugyanis a kutya fülébe megy, és könnyűvé, állóvá teheti. Ha a kutya megfelelő ételt kap, nincs szükség a kalcium pótlására. Manapság már többféle lehetőség áll rendelkezésre a gazda preferenciájának, életmódjának, időbeosztásának függvényében:
- Táppal etetés: A legegyszerűbb eledel a táp, természetesen nem mindegy, hogy milyen minőségben. Előnye, hogy sztenderd összetevőket tartalmaz és a szükséges szénhidrátokat, tápanyagokat, vitaminokat, stb. azonos arányban tartalmazza. Hátránya, hogy sok esetben tartalmaz tartósítószert, ízfokozót, káros anyagokat is. A collie általában nem eszik sokat, hetente nagyjából két kg tápot fogyaszt el.
- Nyers etetés, BARF etetés: a BARF (Biologically Appropriate Raw Food) hívei a biológiailag megfelelő nyers ételeket adják a kutyáiknak, legtöbbször nem naponta, hanem hetente kiegyensúlyozva. Előnye, hogy nem tartalmaz allergéneket és általánosan jó kondíciót, jó közérzetet ad az állatnak. Az étrend bevezetéséről hasznos olvasmány Dr. Ian Billinghurst Give Your Dog A Bone (kb. Adj csontot a kutyádnak) c. könyve. Ma már széles körű irodalom és több közösségi csoport áll rendelkezésre.
- (Házi koszt: kényelmes lehet, de nem ajánlott: ugyanakkor sokszor nem nyújt megfelelő tápértékben gazdag ételeket. Arról nem is beszélve, hogy mi emberek teljesen más ízeket szeretünk (Vegyük például a sós ételeket! A kutyának a miénkhez képest jóval alacsonyabb a só igénye, mivel ő nem izzad, csak párologtat. A sós ennivalóra pedig sokat iszik.). A tápnak viszont tudjuk a pontos összetételét, és nem problémás a tárolása sem (nem úgy, mint az állateledel-boltokban kapható húsoké). A konzervvel szemben pedig sokkal több tápanyag található benne.)

## Jellemző betegségek
A sok kutyánál előforduló csípőízületi diszpláziát illetően a collie szerencsés helyzetben van, mert e betegség előfordulása igen ritka e fajtánál. Ugyanakkor több, a fajtára jellemző betegség is van. Ezeket a tenyésztésben lehetőség szerint szűrik, hogy csak egészséges kiskutyák kerüljenek eladásra.
- Dermatomyositis: A bőr és a mögötte fekvő izmok gyulladása.
- Collie-orr: Pigmenthiányos, elfekélyesedett orrkárosodás.
- Szembetegségek:
  - CEA (Collie Eye Anomaly): Collie-szemanomália – Vizsgálatok szerint az egyedek 95%-a hordozza átörökítően a lehetőségét, vagy maga is szenved ebben a betegségben, amely gyakran vakságot okoz.
  - PRA (Progressio Retinalis Atrophia): Előrehaladott szemideghártya-sorvadás, vakságot okoz.
  - Nodularis granuloma episcllerokeratitis: Daganatos szem-ínhártya-szaruhártya-gyulladás. Sok collie-orrú kutya egyben ebben a betegségben is szenved.
- DM (Degenerativ Myelopathia): elsősorban idősebb kutyák progresszív gerincvelő betegsége, szokták az emberi sclerosis multiplex megfelelőjének is hívni. A betegség számos kutyafajtát érint (eddig 43-at azonosítottak, főleg német juhász, mindkét corgi, boxer, rhodéziai ridgeback, stb.). Eleinte izomgyengeséget okoz, koordinációs zavarokkal (ataxia) vagy hiánnyal, ez úgy tűnhet, mintha arthritis lenne. Húzza az egyik, majd mindkét hátsó lábát, így a karmok lekopnak, lépés közben a hátulsó lábak keresztezik egymást, így az állat gyakran felborul. Főleg lépcsőn és csúszós felületen érzékelhetőek először a járásnehézségek. Ezután fokozatosan lebénulnak a hátsó lábak. A betegség előrehaladtával megjelenik az inkontinencia, az egyensúlyzavar, majd a mellső lábakon is izomsorvadás lép fel. Végül a légzési izmok is lebénulnak, így szükséges az eutanázia. Genetikailag szűrhető, és a lelkiismeretes tenyésztők illetve jövőbeni kölyök gazdák egyre gyakrabban követelik meg és veszik figyelembe az eredményét.
- MDR1 (Multi Drog Resistance) gyógyszerérzékenység: egy génmutáció, mely szerint azok a kutyák, melyek génhibával rendelkeznek, érzékenyek egyes gyógyszerkészítményekre, melyek legtöbb esetben a halálukat okozzák. A gyógyszer beadásával a hatóanyag bekerül az agyba, melyből többet nem tud kiszabadulni, mert a mutáns gén (az MDR1 gén kódolja azt a proteint, mely felelős az agyból a gyógyszerek és egyéb mérgek kiszivattyúzásáért) blokkolja egy transzportfehérje létrejöttét, mely biztosítja ezeknek a szereknek agy agyból való kijutását, visszakerülését a véráramba. Tehát bejut az agyba, de kifelé már nem, így a felhalmozódás eléri a toxikus szintet, ez pedig visszafordíthatatlan. Az állat idegrendszeri tüneteket mutat: mozgás- és koordinációs problémák, remegés, szédülés, hányás, tájékozódási zavar, kitágult pupillák, fokozott nyálelválasztás, majd eszméletvesztés és halál. Genetikailag szűrhető, és a lelkiismeretes tenyésztők illetve jövőbeni kölyök gazdák egyre gyakrabban követelik meg és veszik figyelembe az eredményét.
- Vesebetegségek: a vesebetegségeket gyakran nevezik néma gyilkosnak, mivel sok esetben nincsenek tünetei, illetve ha vannak, azok nehezen észrevehetőek, vagy könnyen összekeverhetőek más betegségek tüneteivel. Gyógymódjuk nincs. Bizonyos diétákkal és gyógyszerekkel lelassítható a vesék elhalásának az üteme, azonban ezek még nem igazolt eljárások, és a betegség minden esetben halálhoz vezet.
  - PKD (Polycystic Kindey Disease): multicisztás vesebetegség. A vesék genetikai betegsége, melynek lényege, hogy a vesében több ciszta alakul ki, melyek folyadékkal telítettek és a vesék jelentős megnagyobbodásához, illetve a vese szöveteinek károsodásához vezetnek. Általában mindkét vesét érintik, de megfigyelhetünk olyan eseteket is, ahol a betegség az egyik vesével kezdődik, és később alakul ki a másikban is. A betegség károsíthatja még a májat, hasnyálmirigyet, és ritkábban a szívet és az agyat is. Lehet krónikus (fokozatosan kialakuló) vagy akut (hirtelen fellépő). Lelkiismeretes tenyésztők, főleg ha a tenyésztési vonalukban előfordult a betegség, a kölyköket szűrik és ultrahang leletet is adnak.
  - JKD (Juvenile Kidney Disease): fiatalkori veseelégtelenség. Biztosan még nem ismert az oka, de a vese abnormális fejlődéséről van szó. A vese a születés után még folyamatosan fejlődik, az embrionális állapotból felnőtt méretre. Amennyiben nem fejlődik megfelelő mennyiségű vese szövet, az érintett kutyáknál a vese funkció problémái jelentkeznek és a betegség klinikai formái tüneteket produkálnak.